# Liste des communes nouvelles créées en 2015
Pour les articles homonymes, voir Liste de communes nouvelles.
| \| Douzy · Saint-Antoine-l'Abbaye · Eclose-Badinières · Vaugneray · Saint-Offenge · Les Auxons · La Romaine · Clux-Villeneuve · Goussainville · Orvanne · Saint-Crépin-Ibouvillers · Notre-Dame-d'Estrées-Corbon · Boischampré · Montsecret-Clairefougère · Tinchebray-Bocage · Beaupréau-en-Mauges · Orée-d'Anjou · Montrevault-sur-Èvre · Mauges-sur-Loire · Chemillé-en-Anjou · Val-du-Layon · Sèvremoine · Erdre-en-Anjou · Villeneuve-en-Perseigne \| Localisation des communes nouvelles créées en 2015. |
| Douzy · Saint-Antoine-l'Abbaye · Eclose-Badinières · Vaugneray · Saint-Offenge · Les Auxons · La Romaine · Clux-Villeneuve · Goussainville · Orvanne · Saint-Crépin-Ibouvillers · Notre-Dame-d'Estrées-Corbon · Boischampré · Montsecret-Clairefougère · Tinchebray-Bocage · Beaupréau-en-Mauges · Orée-d'Anjou · Montrevault-sur-Èvre · Mauges-sur-Loire · Chemillé-en-Anjou · Val-du-Layon · Sèvremoine · Erdre-en-Anjou · Villeneuve-en-Perseigne                                                           |

Cet article contient la liste des communes nouvelles créées en 2015, c'est-à-dire la liste des communes nouvelles françaises pour lesquelles les arrêtés préfectoraux prononçant la création définissent une date de création comprise entre le 1er janvier 2015 et le 31 décembre 2015.
Cette liste contient 24 communes nouvelles regroupant 113 communes, alors qu’auparavant les regroupements annuels (fusions et fusions-associations) ne concernaient généralement que quelques communes.

## Synthèse

### Contexte
La loi no 2010-1563 du 16 décembre 2010 de réforme des collectivités territoriales a substitué au régime antérieur de fusion de communes défini par la loi dite « Marcellin » du 16 juillet 1971 une procédure rénovée de regroupement, aboutissant à la création d’une « commune nouvelle ». Elle a été complétée en 2015 par une nouvelle loi no 2015-292 du 16 mars 2015 relative à l'amélioration du régime de la commune nouvelle, pour des communes fortes et vivantes, mettant en place des incitations financières temporaires afin de favoriser la création de communes nouvelles avant le 1er janvier 2016. Les dispositions de cette deuxième loi ne concernaient donc pas les communes nouvelles créées au 1er janvier 2015 à la suite de décisions prises en 2014.

### Dénombrement

#### Nombre de communes nouvelles créées en 2015
24 communes nouvelles ont été créées en 2015, dont 13 au 1er janvier 2015. Elles regroupent 113 communes.

#### Nombre total de communes en France
Au 1er janvier 2015, la France comptait 36 658 communes dont 36 529 en France métropolitaine et 129 dans les DOM.
| Année | Date              | France métropolitaine | France métropolitaine | France métropolitaine    | 0 DOM 0 | Total  |
| Année | Date              | Communes nouvelles    | Communes regroupées   | Nombre total de communes | 0 DOM 0 | Total  |
| ----- | ----------------- | --------------------- | --------------------- | ------------------------ | ------- | ------ |
| 2014  | 31 décembre 2014  | 31 décembre 2014      | 31 décembre 2014      | 36 553                   | 129     | 36 682 |
| 2015  | 1er janvier 2015  | 13                    | 37                    | 36 529                   | 129     | 36 658 |
| 2015  | 15 septembre 2015 | 01                    | 02                    | 36 528                   | 129     | 36 657 |
| 2015  | 15 décembre 2015  | 07                    | 66                    | 36 469                   | 129     | 36 598 |
| 2015  | 28 décembre 2015  | 01                    | 04                    | 36 466                   | 129     | 36 595 |
| 2015  | 31 décembre 2015  | 02                    | 04                    | 36 464                   | 129     | 36 593 |
| Total | Total             | 24                    | 113                   |                          |         |        |

### Population des communes nouvelles
Six communes nouvelles créées en 2015 ont plus de 10 000 habitants : trois de 20 000 à 30 000 (Sèvremoine, Beaupréau-en-Mauges et Chemillé-en-Anjou) et trois de 10 000 à 20 000 (Mauges-sur-Loire, Montrevault-sur-Èvre et Orée d'Anjou, toutes situées en Maine-et-Loire.

## Liste détaillée
L’article L. 2113-6 du code général des collectivités territoriales dispose que « l'arrêté du représentant de l'État dans le département prononçant la création de la commune nouvelle détermine le nom de la commune nouvelle, le cas échéant au vu des avis émis par les conseils municipaux, fixe la date de création et en complète, en tant que de besoin, les modalités ». Le tableau suivant présente ces indicateurs pour chacune des communes nouvelles créées en 2015 : nom, date de l'arrêté prononçant la création, date de création et quelques modalités (existence de communes déléguées, chef-lieu) ou informations complémentaires (population).
Pour les communes nouvelles créées avant la loi no 2015-292 du 16 mars 2015, l'institution de communes déléguées n'était pas décidée dans l'arrêté de création. Chaque commune disposait d'un délai de six mois à compter de sa création pour se prononcer sur ce point. Ces décisions, qui ne font l'objet d'aucune publication officielle autre que la diffusion des comptes-rendus de conseils municipaux, ne sont souvent pas référencées dans le code officiel géographique, mais sont indiquées ici quand elles ont été trouvées (qu'il s'agisse d'une décision initiale de ne pas instituer les communes déléguées, ou d'une décision ultérieure de les supprimer).
| Département    | Commune nouvelle | Commune nouvelle            | Commune nouvelle | Commune nouvelle            | Commune nouvelle   | Anciennes communes         | Anciennes communes | Anciennes communes | Arrêté préfectoral prononçant la création | Date de création  |
| Département    | Nombre           | Nom                         | Code Insee       | Chef-lieu                   | Population en 2012 | Nombre                     | Noms | Déléguées          | Arrêté préfectoral prononçant la création | Date de création  |
| -------------- | ---------------- | --------------------------- | ---------------- | --------------------------- | ------------------ | -------------------------- | --- | ------------------ | ----------------------------------------- | ----------------- |
| Ardennes       | 1                | Douzy                       | 08145            | Douzy                       | 2 123              | 2                          | Douzy et Mairy | oui                | 15 septembre 2015                         | 15 septembre 2015 |
| Calvados       | 1                | Notre-Dame-d'Estrées-Corbon | 14474            | Notre-Dame-d'Estrées        |                    | 2                          | Corbon et Notre-Dame-d'Estrées | oui                | 30 septembre 2014                         | 1er janvier 2015  |
| Doubs          | 1                | Les Auxons                  | 25035            | Auxon-Dessus                |                    | 2                          | Auxon-Dessous et Auxon-Dessus | non                | 29 septembre 2014                         | 1er janvier 2015  |
| Eure-et-Loir   | 1                | Goussainville               | 28185            | Goussainville               |                    | 2                          | Champagne et Goussainville | non                | 7 novembre 2014                           | 1er janvier 2015  |
| Isère          | 2                | Eclose-Badinières           | 38152            | Eclose                      |                    | 2                          | Eclose et Badinières | non                | 24 décembre 2014                          | 1er janvier 2015  |
| Isère          | 2                | Saint Antoine l'Abbaye      | 38359            | Saint Antoine l'Abbaye      | 1 158              | 2                          | Dionay et Saint-Antoine-l'Abbaye | non                | 30 septembre 2015                         | 31 décembre 2015  |
| Maine-et-Loire | 8                | Beaupréau-en-Mauges         | 49023            | Beaupréau                   | 22 385             | 10                         | Andrezé, Beaupréau, La Chapelle-du-Genêt, Gesté, Jallais, La Jubaudière, Le Pin-en-Mauges, La Poitevinière, Saint-Philbert-en-Mauges et Villedieu-la-Blouère | oui                | 24 septembre 2015                         | 15 décembre 2015  |
| Maine-et-Loire | 8                | Chemillé-en-Anjou           | 49092            | Chemillé                    | 21 114             | 12 (13 communes déléguées) | Chanzeaux, La Chapelle-Rousselin, Chemillé-Melay, Cossé-d'Anjou, La Jumellière, Neuvy-en-Mauges, Sainte-Christine, Saint-Georges-des-Gardes, Saint-Lézin, La Salle-de-Vihiers, La Tourlandry et Valanjou Les communes déléguées qui existaient déjà dans Chemillé-Melay sont maintenues | oui                | 24 septembre 2015                         | 15 décembre 2015  |
| Maine-et-Loire | 8                | Erdre-en-Anjou              | 49367            | Vern-d'Anjou                | 5 630              | 4                          | Brain-sur-Longuenée, Gené, La Pouëze et Vern-d'Anjou | oui                | 22 décembre 2015                          | 28 décembre 2015  |
| Maine-et-Loire | 8                | Mauges-sur-Loire            | 49244            | La Pommeraye                | 18 153             | 11                         | Beausse, Botz-en-Mauges, Bourgneuf-en-Mauges, La Chapelle-Saint-Florent, Le Marillais, Le Mesnil-en-Vallée, Montjean-sur-Loire, La Pommeraye, Saint-Florent-le-Vieil, Saint-Laurent-de-la-Plaine et Saint-Laurent-du-Mottay                                                             | oui                | 5 octobre 2015                            | 15 décembre 2015  |
| Maine-et-Loire | 8                | Montrevault-sur-Èvre        | 49218            | Montrevault                 | 15 981             | 11                         | La Boissière-sur-Èvre, Chaudron-en-Mauges, La Chaussaire, Le Fief-Sauvin, Le Fuilet, Montrevault, Le Puiset-Doré, Saint-Pierre-Montlimart, Saint-Quentin-en-Mauges, Saint-Rémy-en-Mauges et La Salle-et-Chapelle-Aubry                                                                  | oui                | 5 octobre 2015                            | 15 décembre 2015  |
| Maine-et-Loire | 8                | Orée d'Anjou                | 49069            | Champtoceaux                | 15 824             | 9                          | Bouzillé, Champtoceaux, Drain, Landemont, Liré, Saint-Christophe-la-Couperie, Saint-Laurent-des-Autels, Saint-Sauveur-de-Landemont et La Varenne | oui                | 23 novembre 2015                          | 15 décembre 2015  |
| Maine-et-Loire | 8                | Sèvremoine                  | 49301            | Saint-Macaire-en-Mauges     | 24 661             | 10                         | Le Longeron, Montfaucon-Montigné, La Renaudière, Roussay, Saint-André-de-la-Marche, Saint-Crespin-sur-Moine, Saint-Germain-sur-Moine, Saint-Macaire-en-Mauges, Tillières et Torfou | oui                | 5 octobre 2015                            | 15 décembre 2015  |
| Maine-et-Loire | 8                | Val-du-Layon                | 49292            | Saint-Lambert-du-Lattay     | 3 216              | 2                          | Saint-Aubin-de-Luigné et Saint-Lambert-du-Lattay | oui                | 16 novembre 2015                          | 31 décembre 2015  |
| Oise           | 1                | Saint-Crépin-Ibouvillers    | 60570            | Saint-Crépin-Ibouvillers    |                    | 2                          | Montherlant et Saint-Crépin-Ibouvillers | non                | 30 septembre 2014,                        | 1er janvier 2015  |
| Orne           | 3                | Boischampré                 | 61375            | Saint-Christophe-le-Jajolet |                    | 4                          | Marcei, Saint-Christophe-le-Jajolet, Saint-Loyer-des-Champs et Vrigny | oui                | 23 décembre 2014                          | 1er janvier 2015  |
| Orne           | 3                | Montsecret-Clairefougère    | 61292            | Montsecret                  |                    | 2                          | Clairefougère et Montsecret | oui                | 23 décembre 2014                          | 1er janvier 2015  |
| Orne           | 3                | Tinchebray-Bocage           | 61486            | Tinchebray                  |                    | 7                          | Beauchêne, Frênes, Larchamp, Saint-Cornier-des-Landes, Saint-Jean-des-Bois, Tinchebray et Yvrandes | oui                | 23 décembre 2014                          | 1er janvier 2015  |
| Rhône          | 1                | Vaugneray                   | 69255            | Vaugneray                   |                    | 2                          | Saint-Laurent-de-Vaux et Vaugneray | non                | 9 octobre 2014.                           | 1er janvier 2015  |
| Haute-Saône    | 1                | La Romaine                  | 70418            | Le Pont-de-Planches         | 475                | 3                          | Greucourt, Le Pont-de-Planches et Vezet | oui                | 24 juillet 2015 modifié,                  | 15 décembre 2015  |
| Saône-et-Loire | 1                | Clux-Villeneuve             | 71578            | La Villeneuve               |                    | 2                          | Clux et La Villeneuve | non                | 23 septembre 2014                         | 1er janvier 2015  |
| Sarthe         | 1                | Villeneuve-en-Perseigne     | 72137            | La Fresnaye-sur-Chédouet    |                    | 6                          | Chassé, La Fresnaye-sur-Chédouet, Lignières-la-Carelle, Montigny, Roullée et Saint-Rigomer-des-Bois | oui                | 22 septembre 2014                         | 1er janvier 2015  |
| Savoie         | 1                | Saint-Offenge               | 73263            | Saint-Offenge-Dessous       |                    | 2                          | Saint-Offenge-Dessous et Saint-Offenge-Dessus | oui                | 6 novembre 2014                           | 1er janvier 2015  |
| Seine-et-Marne | 1                | Orvanne                     | 77316            | Moret-sur-Loing             |                    | 2                          | Écuelles et Moret-sur-Loing | oui                | 2 décembre 2014                           | 1er janvier 2015  |

## Cas particuliers entraînant la modification de limites administratives

### Limites d'arrondissements
De même qu'elle ne peut être partagée entre deux départements, une commune ne peut être partagée entre deux arrondissements. Néanmoins, au cours de l'année 2015, deux communes nouvelles ont été formées à partir de communes appartenant au même département mais à des arrondissements différents, ce qui a nécessité des rectifications de limites d'arrondissements, lesquelles sont de la responsabilité du préfet de région qui prend un arrêté en ce sens.
Ces deux communes nouvelles sont :
- Chemillé-en-Anjou, regroupant deux communes de l'arrondissement d'Angers, neuf communes de l'arrondissement de Cholet et une de l'arrondissement de Saumur, dont les limites ont été modifiées par arrêté du 14 décembre 2015[Off. 26] ;
- Eclose-Badinières, regroupant une commune de l'arrondissement de La Tour-du-Pin et une de l'arrondissement de Vienne, dont les limites ont été modifiées par arrêté du préfet de région en date du 12 décembre 2014[Off. 27].

### Limites de cantons
Depuis la réforme électorale qui a conduit en 2014 à un nouveau découpage des cantons, qui a pris effet pour les élections départementales de 2015, seules des communes de plus de 3 500 habitants peuvent être traversées par des limites de cantons quand cela permet d'équilibrer les chiffres de population de ces cantons.
Or, parmi les 24 communes nouvelles créées en 2015, trois ont été formées en regroupant des communes issues de cantons différents :
- Eclose-Badinières, regroupant une commune du canton de Bourgoin-Jallieu-Sud et une du canton de Saint-Jean-de-Bournay ;
- Erdre-en-Anjou, regroupant une commune du canton de Chalonnes-sur-Loire et trois du canton de Tiercé ;
- Val-du-Layon, regroupant une commune du canton de Chalonnes-sur-Loire et une du canton de Chemillé-Melay.

La réforme cantonale de 2014 a placé Eclose et Badinières dans le même canton, celui de Bourgoin-Jallieu. Cette décision prise avant la fusion des deux communes a pris effet après celle-ci.
Les deux autres communes désormais traversées par une limite cantonale ayant plus de 3 500 habitants, il n'y a pas de nécessité légale à modifier les limites des cantons concernés. Si elles devaient néanmoins l'être, cela requerrait des décrets qui seraient pris avant les prochaines élections départementales. Dans l'attente de tels décrets, ces communes restent partagées entre les cantons indiqués.